# Proischnura
Proischnura – rodzaj ważek z rodziny łątkowatych (Coenagrionidae).
Do rodzaju należą następujące gatunki:
- Proischnura polychromatica (Barnard, 1937)
- Proischnura rotundipennis (Ris, 1921)
- Proischnura subfurcata (Selys, 1876)